# Гордана Вуньяк-Новакович
Гордана Вуньяк-Новакович (серб. кир.: Гордана Вуњак Новаковић) — сербсько-американський інженер-біомедик, професор університету в Колумбійському університеті, керівник Фонду Мікаті з біомедичної інженерії та медичних наук.

## Біографія
Гордана Вуньяк народилась у місті Белград. Отримала ступінь бакалавра, доктора філософії та доктора філософії. в галузі хімічного машинобудування в Белградського університету. . Вона працювала стипендіатом Фарбрайта в Массачусетському технологічному інституті при Гарвардському і Массачусетському технологічному відділі науковим співробітником у Коледжі наук і технологій охорони здоров'я в Уітакер (1993—1998) і ад'юнкт-професором кафедри біомедичної інженерії Університету Тафтса (1994—2004). У 1998 році вона стала штатним головним науковим співробітником у Гарвардському відділі медико-технічного технологічного факультету в Массачусетському технологічному університеті. У 2005 році вона прийняла посаду професора кафедри біомедичної інженерії Колумбійського університету. Вона одружена з архітектором Бранко Новаковичем, у них є син Сташа, який практикує пульмонологію та критичну допомогу в Маямі.

## Діяльність
Гордана Вуньяк очолює лабораторію стовбурових клітин та тканинної інженерії в Колумбійському університеті. Вонапрацює на факультеті всебічного онкологічного центру Ірвінга та Центру розвитку людини, які знаходяться в Колумбійському університеті. Вона також є почесним професором на факультеті технології та металургії університету в Белграді, почесним професором університету в Новому Саді та ад'юнктом на кафедрі біомедичної інженерії університету Тафтса .
Її увага приділяється розробці тканин людини для регенеративної медицини, дослідженням стовбурових клітин та моделюванню хвороб. Разом зі своєю командою вона опублікувала понад 380 наукових праць, 70 розділів книг та три книги з тканинної інженерії. Вуньяк-Новакович також прочитала 380 лекцій по всьому світу, і її називають співавтором 100 патентів. Гордана є частим радником федерального уряду з питань тканинної інженерії та регенеративної медицини.

## Дослідження
Численні наукові досягнення Вуньяк-Новакович суттєво вплинули на область тканинної інженерії в конкретній галузі. Основна увага її досліджень зосереджена на розробці функціональних тканин людини шляхом інтегрованого використання стовбурових клітин, лісів з біоматеріалів та біореакторів, які є культуральними системами, призначеними для регулювання та стимулювання розвитку тканин. Вона заклала теоретичну та експериментальну основу для розробки нових біоматеріалів та архітектурних лісів для регенерації тканин. Вуньяк-Новакович проводила складні біологічні дослідження клітин, що стосуються таких фундаментальних проблем, як ріст і диференціація стовбурових клітин для функціональної механіки скелета та серця, ріст клітин ссавців у мікрогравітаційному середовищі та роль хондроцитів у біомеханіці хрящової тканини. У способах, яких не досягла жодна інша дослідницька група, проф. Групі Вуньяк-Новакович вдалося контролювати ріст клітин, метаболізм та функцію інженерних тканин людини.

## Визнання
У 2008 році вона була прийнята до Міжнародного залу слави «Жінки в технологіях» а в 2009 році вона була обрана до Нью-Йоркської академії наук. Через рік вона отримала премію Клемсона Товариства біоматеріалів «за значний внесок у літературу з науки або технології біоматеріалів». Вуняк-Новакович в даний час працює в Раді NIBIB а раніше працював головою наукових співробітників Американського інституту медичної та біологічної інженерії . Вона є членом Товариства біомедичної інженерії, Вона є членкинею Академії Європи, Сербської академії наук і мистецтв, лауреатом премії Роберта А. Пріцкера за особливу лекцію за 2017 рік, головної нагороди Товариства біомедичної інженерії. Оскільки її дослідження за останні роки зробили значний прорив, її робота також захопила уяву широкої громадськості і була представлена в The New York Times, Scientific American, Forbes Magazine, National Public Radio (NPR), та BBC .
У 2012 році вона була обрана до Національної інженерної академії «за біореакторні системи та підходи до моделювання для тканинної інженерії та регенеративної медицини», ставши першою жінкою в Колумбії, яка коли-небудь здобула цю престижну відзнаку.
У 2017 році професор Вуньяк-Новакович отримала звання професора університету в Колумбійському університеті, що є найвищою академічною відзнакою, зарезервованою для невеликої кількості викладачів, які зробили найважливіший внесок у свою галузь навчання, і служать університету як ціле. У 2018 році вона з'явилася як сама в документальному фільмі Tesla Nation .
У 2019 році вона була обрана до Американської академії мистецтв і наук. Нагороджена орденом Республіки Сербія « Сретенє».